# Escama nasal

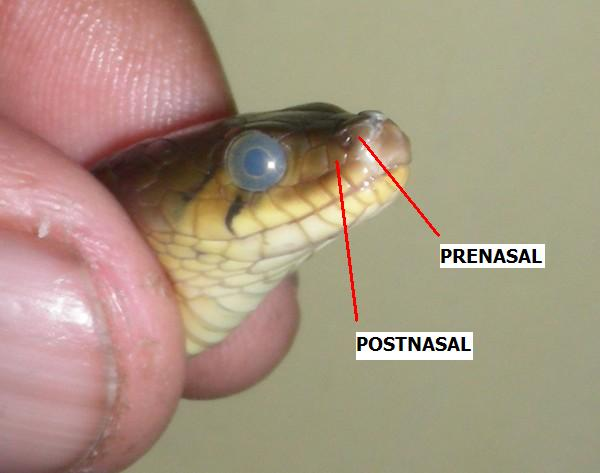
Escamas nasales

En los reptiles, la escama nasal se refiere a la escama que rodea la fosa nasal.
A veces esta escama está emparejada (dividida). En tales casos, la mitad anterior se denomina prenasal y la mitad posterior se denomina postnasal.
Las escamas supranasales están ubicadas por encima de la escama nasal.